# Lanex
LANEX a.s. je český výrobce technického textilu, především lan, se sídlem v Bolaticích. Společnost se zaměřuje především na export, který činí zhruba 85 % produkce. Společnost má 430 zaměstnanců, což ji řadí mezi nejvýznamnější zaměstnavatele na Opavsku.

## Historie
Vznik továrny na výrobu lan v Bolaticích je spjat s rodinou Wisniowských (později počeštěno na Višňovských). Vojtěch Wisniowski pocházející z polské Wieliczky se vyučil provazníkem a po svatbě v roce 1891 se přestěhoval do Hrabůvky, kde začal vykonávat provaznickou živnost. V rodinném řemesle pak pokračoval syn Eduard (narozen 24. září 1898), který vedl provaznickou živnost ve Svinově. Po 2. světové válce se Eduard Višňovský rozhodl rozšířit výrobu zakoupením opuštěné a zdevastované muniční továrny v Chuchelné, kde v roce 1947 zahájila činnost Slezská provazárna. Po převratu v roce 1948 byla továrna zkonfiskována státem, takže Eduard Višňovský adaptoval někdejší statek v Bolaticích, kde Slezská provazárna zahájila výrobu v roce 1949. Ovšem i tato továrna byla krátce poté znárodněna, stalo se tak 1. ledna 1950.
Znárodněná továrna byla začleněna do národního podniku Konopa Český Krumlov a produkce závodu se postupně rozrůstala. 1. ledna 1953 se továrna stala závodem 04 národního podniku Lýko Olomouc, v jehož rámci se rozvíjela především produkce lan. Podnik Lýko byl k 1. dubnu 1958 zrušen a bolatický závod byl začleněn do národního podniku Juta Dvůr Králové nad Labem, který byl 1. července 1988 transformován na státní podnik. Po revoluci v roce 1989 byl k 1. květnu 1990 zvolen ředitelem závodu Rudolf Gregořica, který se později podílel na privatizaci podniku.
K osamostatnění podniku došlo k 30. říjnu 1990, kdy byl na základě rozhodnutí ministra průmyslu ČR zřízen LANEX, státní podnik. Tehdejší vedení podniku v čele s Rudolfem Gregořicou připravilo privatizační projekt, na jehož základě vznikla k 1. května 1992 společnost LANEX a. s., do něhož byla vložena podstatná část jmění původního státního podniku, která zanikl 1. srpna 1992. Privatizace společnosti probíhala kupónovou metodou, ale 40 % akcií prodal stát společnosti CONROP, spol. s r. o. (nejprve se sídlem ve Štěpánkovicích, později v Kravařích) založená 27. srpna 1991 manažery Lanexu včetně ředitele Lanexu Rudolfa Gregořici. Podíl firmy Conrop v Lanexu postupně rostl na 65 % v roce 1996, 83 % v roce 2000 a přes 90 % v roce 2001. Relativně významný podíl ve společnosti měla také obec Bolatice – v roce 1996 se jednalo o 8,9 % akcií. V té době ve firmě pracovalo 370 zaměstnanců a roční obrat dosahuje 221 mil. Kč.[zdroj?]
V roce 1999 firma věnovala velkou pozornost rozvoji produktového portfolia a investovala rekordních 119 mil. Kč. Rok 1999 znamenal začátek vývoje a prodeje sortimentu papírenských zaváděcích lan, dynamických a statických lan. V rámci rozvoje byly vystaveny nové výrobní haly v Kravařích a pořízeny nemovitosti bývalé textilky Hedva Vítkov v konkurzu.[zdroj?]
10. května 2003 došlo k přejmenování firmy CONROP, spol. s r. o. na LANEX CZ, spol. s r.o. a současně k převodu obchodního jmění společnosti LANEX a. s. na LANEX CZ, spol. s r. o. jako hlavního akcionáře (na základě rozhodnutí valné hromady Lanexu ze dne 26. března 2003). Původní společnost LANEX a. s. k témuž dni zaniká, a k 1. prosinci 2003 je LANEX CZ, spol. s r. o. transformován na akciovou společnost LANEX a. s. V roce 2008 byly podíly většiny akcionářů prodány fondu DBG Eastern Europe II. Od 14. října 2008 je jako jediný akcionář uváděna pražská firma BWA Czech, a. s. vlastněná společností KRASTION HOLDINGS LIMITED registrovanou na Kypru. 31. května 2009 byla firma LANEX a. s. sloučena se společností SINGING ROCK, s. r. o. Poniklá, ale současně zaniká sloučením s mateřskou společností BWA Czech a. s. Samotný název Lanex ovšem opět zůstává zachován, neboť téhož dne mění BWA Czech a. s. název na LANEX a. s.
V roce 2011 byla z Lanexu vyčleněna část podniku zabývající se výrobou flexibilních obalů do nově vytvořené společnosti LANEX Packaging s. r. o. (do obchodního rejstříku zapsána 31. srpna 2011). Jednalo se o sesterskou společnost Lanexu, neboť měla shodného majitele: KRASTION HOLDINGS LIMITED. 10. prosince 2012 však byla prodána společnosti CONROP, s. r. o. (šlo o firmu založenou v roce 2011, čili jde pouze o shodu názvů s někdejším Conropem), se kterou byla k 1. červnu 2013 sloučena, čímž zanikla.
V říjnu 2014 bylo avizováno, že společnost odkoupil podnikatel Rudolf Bochenek, který již vlastní několik dalších společností v okolí. Od 4. prosince 2014 je pak 100% akcionářem Lanexu společnost Drandy s. r. o. se sídlem v Bolaticích, v němž má podíl 86,4 % Rudolf Bochenek, zbývající část pak šéf Lanexu Rudolf Gregořica. 25. srpna 2017 odstoupil Rudolf Gregořica z pozice předsedy představenstva a výkonného ředitele, nahradil ho dlouholetý pracovník Lanexu Martin Václavek. K 1. června 2015 LANEX a.s. zanikl fúzí s mateřskou společností Drandy, která byla současně přejmenována na LANEX a.s., čímž byla zajištěna kontinuita názvu. Od 1. června 2021 je předsedou představenstva a výkonným ředitelem společnosti Ing. Marek Kloupar. 

## Závody společnosti
Kromě základního závodu v Bolaticích společnost měla či má výrobní závody ještě v dalších místech. V roce 1989 byl podnik rozšířen o provoz v Kunově, který se zabýval výrobou papírových a viskózových motouzů a konopné příze. V roce 1993 zahájil činnost závod na výrobu konfekce v Kravařích, který byl v roce 1999 rozšířen o novou halu pro výrobu vaků, v roce 2006 se však výroba přesunula z Kravař do Bolatic. V roce 1995 společnost zahájila výrobu velkoobjemových vaků v pronajaté hale ve Vítkově. V roce 2009 společnost uvádí, že má celkem čtyři závody: vedle Bolatic a Vítkova přibyly provozy v Poniklé a Semilech jako důsledek spojení se zaniklou společností SINGING ROCK s. r. o.

## Dceřiné společnosti
První dceřinou společnost založila firma v roce 2000 v Polsku pod názvem LANEX Polska Sp. z o. o. se sídlem v Dąbrowe Górnicze. Tato společnost je ve vlastnictví Lanexu dodnes (2020). 16. května 2003 byla založena společnost Lanex Ukrajina, ve které měl Lanex podíl 75 % (zahájení činnosti firmy není doloženo). 29. července téhož roku pak vznikla ještě 100% dceřiná společnost LANEX Slovakia, spol. s r. o. se sídlem v Brezně, kde do roku 2009 probíhala výroba vaků. V roce 2012 byl Lanex Slovakia prodán sesterské společnosti bolatického Lanexu – firmě Lanex Packaging.
27. května 2003 pak ještě firma založila společnost LANEX – školící centra, s. r. o. s podílem 76 %, ovšem již o rok později celý tento podíl odkoupila Lydie Peterková. 22. září 2005 byla v Bolaticích založena společnost Q-FLEX, spol. s r. o., zabývající se obchodní činností. Lanex v ní měl podíl 95 %, ale v roce 2012 byla dána do likvidace a o rok později zanikla. V prosinci 2010 pak byla v ruském Orlu založena společnost OOO LANEX-KANAT (podíl Lanexu 66 %, od roku 2021 je podíl 100 %) pro produkci polypropylenových vláken. V roce 2011 Lanex odkoupil společnost RAVELTIK, s. r. o. Sudkov zabývající se výrobou kovových pomůcek pro horolezectví a turistiku, přičemž o rok později tato firma zanikla sloučením s mateřským Lanexem. V roce 2018 LANEX a.s. koupil polskou společnost Stradom, výrobce průmyslových tkanin a polypropylénového vlákna. Od 1. 6. 2020 výrobu PP vlákna převzala dceřiná společnost Lanexu a.s. LANEX Polska.[zdroj?]

## Produkce
Hlavním předmětem podnikání je výroba textilních vláken a tkanin, a to především lan. Společnost se zabývá výrobou široké škály produktů od klasických šňůr až po lodní lana a horolezecká a jiná speciální lana např. pro potřebu armády a hasičů. Mezi klíčové strategické sortimentní skupiny patří bezpečnostní dynamická a statická lana, zaváděcí lana pro papírenské stroje a nebo také lana pro lodní dopravu, jachting a ostatní sportovní a průmyslové segmenty. Mezi její odběratele patří např. Bundeswehr a armády dalších zemí, jako Francie, Rusko či Izrael. V roce 2012 Společnost 82 % své produkce vyvážela do 85 zemí světa.